# Henrik Werner (konstnär)
Henrik (Heinrich, Hindrik, Hindrich) Werner, född sannolikt i Vadstena, död 1702 i Kärr, Kisa socken i Östergötland, var en svensk bildhuggare och målare.
Henrik Werner var son till Johan Johansson (Jägerdorfwer) Werner (Wernich), d.ä. och Karin Arvidsdotter från Horngärde i Västra Stenby socken, och bror till Elisabeth Werner (1635–1695), som var gift Petter Bengtsson Holm, och Maria Werner, som gift med bildhuggaren Erik Bengtsson Holm (1639/40–1695) i Mathem, Östra Tollstads socken. Han fick sin konstnärsutbildning hos fadern, och troligen biträdde han vid faderns arbeten på Brahehus.
Så småningom slog han sig ner i Mo i Askebygden, Västra Hargs socken. Av kyrkoarkiven framgår att han fått uppdrag från flera kyrkor i Östergötland, dit han bland annat levererade predikstolar i en ålderdomlig renässansartad barockstil. I en del projekt samarbetade han troligen med sin svåger, bildhuggaren Petter Bengtsson Holm.
I slutet av 1690-talet flyttade Henrik Werner till Kärr i Kisa socken. Han var gift med Kerstin Hansdotter.

## Verk i urval
- Fornåsa kyrka: Av kyrkans funtar är en gjord av Henrik Werner 1660, och en av den dövstumme C.G Westell 1879.
- Varvs kyrka, Östergötland, Predikstol 1660, möjligen skapad av Henrik Werner och Petter Bengtsson i samarbete. Rester av stolen bevarade i kyrktornet.
- Fornåsa kyrka, Östergötland, Predikstol 1666, möjligen skapad av Henrik Werner och Petter Bengtsson i samarbete. Rester av stolen bevarade i kyrktornet.
- Gränna: Byggande av rådhus 1668–1676. Huset rivet år 1800.
- Väderstads kyrka, Östergötland: Ny predikstol 1674.
- Herrberga kyrka, Östergötland: Ny predikstol omkring 1675.
- Kimstads kyrka: Huvudbaner för Christian Strömfelt (1632–1676).
- Röks kyrka: Huvudbaner för Erik Pedarson Rauchmans och Petter Rauchmans (1647–1681).
- Vikingstads kyrka: Huvudbaner för Mattias Gyldentrosts (1644–1684).
- Sya kyrka, Östergötland: Ny predikstol 1689. Endast rester återstår, vilka förvaras i kyrktornet.
- Tjärstads kyrka: Ny predikstol omkring 1690, möjligen tillkommen i samarbete mellan Petter Holm och Henrik Werner, (Stilen påminner om Petters verk, dock har en av figurerna på baksidan en bokstav som kan tydas som ”W”.)
- Östra Tollstads kyrka, Östergötland: År 1697 får Henrik Werner betalt för restaurering av altartavlan.
- Kisa kyrka: Huvudbaneret för assessor Olof Östensson Hägers, adlad Hägerhielm (1628–1699), rikt skulpterat och prytt med svällande akantusrankor, signerat ”H W”, 1699.
- Rystads kyrka, Östergötland: Begravningsvapen över ryttmästaren Johan Edelfelt (död 1700).
- Nykils kyrka, Östergötland: Dekorering av koret ”med tio förgyllda och försilvrade lampor” och ”förgyllda bokstäver” 1701. Samma år leverans av ny predikstol.
- Tjärstads kyrka, Östergötland, Predikstol, möjligen skapad av Henrik Werner och Petter Bengtsson i samarbete.
- Säby kyrka, Småland, Predikstol liknande den i Tjärstads kyrka.